# کهینده بانکوله
کهینده بانکوله (  زاده ۲۷ مارس ۱۹۸۵) یک هنرپیشه، مدل، و مجری تلویزیون نیجریه ای است.
بانکوله در ایالت اوگان به عنوان فرزند چهارم، از شش فرزند باباتونده بانکوله و تیتیلایو بانکول متولد شد. او یک خواهر دوقلو به نام تایو دارد که او نیز گاهی اوقات بازیگری می‌کند. او قبل از تحصیل در رشته ارتباطات جمعی در دانشگاه اولابیسی اونابانجو، تحصیلات ابتدایی خود را در مهد کودک و مدرسه ابتدایی Tunwase، ایکجا به پایان رساند،
او در سال ۲۰۰۴ برای تمرکز بیشتر روی حرفه مدلینگ خود را از حرفه بازیگری بازنشسته کرد.

## فیلم‌شناسی
| سال        | پروژه                      | نقش         | یادداشت       |
| ---------- | -------------------------- | ----------- | ------------- |
| ۲۰۱۱       | کلیسای کامل                |             | فیلم          |
| ۲۰۱۱       | دو عروس و یک بچه           | پیوا        | فیلم          |
| ۲۰۱۲       | ملاقات                     | کیکلومو     | فیلم          |
| ۲۰۱۳       | بیداری                     | زینب        | فیلم          |
| ۲۰۱۳       | نما                        |             | فیلم          |
| ۲۰۱۴       | به سزار ارائه دهید         |             | فیلم          |
| ۲۰۱۴       | ۱ اکتبر                    | خانم طاوا   | فیلم          |
| ۲۰۱۵–اکنون | زنان خانه‌دار ناامید آفریقا | کیکی اوبی   | تلویزیون      |
| ۲۰۱۶–اکنون | شام                        |             |               |
| ۲۰۱۸       | رحمت                       |             |               |
| ۲۰۱۸       | بدون بودجه                 |             |               |
| ۲۰۱۸       | شب لیسانس                  |             |               |
| ۲۰۱۹       | راه اندازی                 |             |               |
| ۲۰۲۰       | افی عزیز                   | افی         |               |
| ۲۰۲۰       | مامان درام                 | کیمی        |               |
| ۲۰۲۰       | پیدا کردن شوهر             |             |               |
| ۲۰۲۱       | قلعه عشق                   |             |               |
| ۲۰۲۱       | کشور سخت                   |             |               |
| ۲۰۲۲       | خواهران خونی (سریال ۲۰۲۲)  | ینکا آدمولا |               |
| ۲۰۲۲       | سیستا                      | سیستا       |               |
| ۲۰۲۳       | موتور کیزازی: نسل آتش      | مورمی (صدا) | قسمت: "مورمی" |

## جوایز و نامزدها
| سال  | رویداد                            | جایزه                              | فیلم      | مرجع  |
| ---- | --------------------------------- | ---------------------------------- | --------- | ----- |
| ۲۰۱۴ | جوایز ELOY                        |                                    | نامزد شده | [ ۴ ] |
| ۲۰۲۰ | جوایز بهترین‌های نالیوود ۲۰۲۰      | بهترین بازیگر نقش اول زن – انگلیسی | نامزد شده | [ ۵ ] |
| ۲۰۲۱ | جشنواره بین‌المللی فیلم ابوجا      | بازیگر زن برجسته                   | نامزد شده | [ ۶ ] |
| ۲۰۲۲ | جوایز انتخاب بینندگان آفریقا مجیک | بهترین بازیگر زن درام              | در جریان  | [ ۵ ] |